# أوليفيرا ديسبينا
ميليفا أوليڤيرا لازاريفيتش، أو دسپينة خاتون (حوالي 1373م - توفيت بعد عام 1444م) كانت الابنة الصغرى لكل من لازار أمير صربيا والأميرة ميليتشا، وزوجة السلطان العثماني بايزيد الأول، الذي تزوجته مباشرة بعد معركة قوصوة في عام 1389م كاتفاقية سلام بين عائلة لازاريفيتش والإمبراطورية العثمانية.

## السيرة الذاتية
ولدت أوليفيرا ديسبينا خاتون حوالي عام 1373م، وهي الابنة الصغرى للأمير لازار والأميرة ميليتشا من صربيا. وتنحدر والدتها من سلالة الأمير الأكبر (فيليكي جوبا) ستيفان نيمانيا، مؤسس سلالة نيمانتش وابن العم الخامس لستيفان دوشان إمبراطور صربيا. وكان لأوليفيرا أربع شقيقات أكبر سنًا هن: مارا (والدة الحاكم الصربي دوراد برانكوفيتش)، ودراجانا، وتيودورا، وجيلينا (والدة آخر حاكم لزيتا، بولسا الثالث)، ولها شقيقين هما: الحاكم الصربي ستيفان لازاريفيتش وفوك.
بعد معركة قوصوة في عام 1389م، أُرسلت أوليفيرا لتتزوج السلطان العثماني بايزيد الأول يلديريم، ومكثت معه على مدى السنوات الإثني عشرة اللاحقة حتى وفاته وكانت واحدة من الزوجات الأربع الشرعيات للسلطان. 
لم تغير ديانتها المسيحية، وكان لها تأثير كبير على السلطان الذي ساعد قومها وبلدها وأسرتها على البقاء خلال الأوقات العصيبة.
أُسرت أوليفيرا والسلطان بايزيد الأول في معركة أنقرة في 20 يوليو 1402م على يد تيمورلنك ثم أُطلق سراحها عام 1403م بعد وفاة السلطان في الأسر.
قضت بقية حياتها في بلاط شقيقها ستيفان، ديسپوت صربيا،  في العاصمة بلغراد وفي بلاط شقيقتها جيلينا في هرسك نوفي، حتى توفيت بعد عام 1444م.

## مؤلفات
- Princess Olivera, a forgotten Serbian Heroine, Princess Olivera Foundation, Belgrade 2009 ((ردمك 978-86-912875-2-8))

## وصلات خارجية
- Princess Olivera - Foundation Фонд „Принцеза Оливера“
- Оливера - принцеза у харему („Вечерње новости“, фељтон 1-10. новембар 2009) - srb